# Bosnisch-herzegowinischer Eishockeypokal
Der Eishockeypokal von Bosnien-Herzegowina ist der nationale Pokalwettbewerb in Bosnien und Herzegowina im Eishockey. Er ist nach Jaroslav Jandourek benannt, einem tschechischen Eishockeyspieler, der den tschechischen Club HC Slavia Prag und in den 80er Jahren den bosnischen Club HK Bosna trainierte und in die erste jugoslawische Liga führte.

## Titelträger
| Saison | Sieger         |
| 2010   | HK Bosna       |
| 2011   | HK Ilidža 2010 |
| 2012   | HK Sarajevo    |